# 박형철 (법조인)
박형철은 대한민국의 법률가이다. 1968년 서울에서 태어나 서울고등학교와 서울대학교 공법학과를 졸업하였다. 사법연수원을 25기로 수료한 후 대검찰청 공안2과장, 서울지방검찰청 공공형사수사부장 등을 거쳤다. 국정원 대선 개입 수사 이후에는 대전지방검찰청과 부산고등검찰청에서 근무했다. 검사 생활 동안 날카로운 수사로 '면도날'이라는 별명을 얻었다. 제30대 국정원장 원세훈을 기소하는 과정에서 검찰 지휘부의 결재없이 국정원 직원들에 대한 체포·압수수색을 벌이는 등 검찰 수뇌부와 마찰을 빚었다. 이후 감봉 1개월의 징계를 받았고 좌천성 인사로 수사직에서 배제되었다. 2016년 검사직에서 퇴직한 후 법률사무소 <담박(淡泊)>에서 대표변호사로 활동하다가 2017년 5월 12일 문재인 정부 민정수석실 반부패비서관으로 임명되었다.

## 논란

### 갑을오토텍 변론
2017년 5월 12일 민주노총은 박형철의 과거 갑을오토텍 변론 사실을 지적하며 "소통을 최고의 가치로 여기는 문재인 정부가 반노동 범죄를 비호하고 변호한 자를 반부패 비서관에 임명하는 것에 하자가 없다고 하면 스스로 노동지옥의 나라를 인정하는 것이다"라고 비판했다. 이에 박형철은 "갑을오토텍 사건을 맡은 것은 문제가 됐던 이전 경영진이 기소된 이후인 지난 해 봄부터였고, 변호사로서 사측에 불법행위를 하지 말도록 조언했었다"라며 해명하였다.

## 경력
- 1993 : 제35회 사법시험 합격
- 1996 : 제25기 사법연수원
- 2011.08 ~ 2013.03 : 대검찰청 공안2과 과장
- 2013.04 ~ 2013.12 : 서울중앙지방검찰청 공공형사수사부 부장
- 2014.01 ~ 2015.12 : 대전고등검찰청 검사
- 2016.01 : 부산고등검찰청 검사
- 2016.01 ~ 2017.05 : 법률사무소 담박 대표변호사
- 2017.05 ~ 2019.12 : 대통령비서실 민정수석실 반부패비서관